# Калин Кузманов
Калин Савов Кузманов е български офицер, бригаден генерал.

## Биография
Роден е на 19 август 1959 г. в Мездра. През 1978 г. завършва средно образоване в Монтана. От 1978 до 1982 г. учи във Висшето народно военно училище „Васил Левски“ във Велико Търново. Службата си започва като командир на взвод в поделение 34340 (девета танкова бригада) в София. От 1986 до 1989 г. е командир на рота в същото поделение. Между 1989 и 1991 г. учи във Военната академия в София. След това е назначен за старши помощник-началник на отделение в бригадата. На тази позиция остава до 1994 г., когато е назначен за старши помощник-началник на отдел в Управление „Контрол на въоръженията“ в Генералния щаб. От 1995 до 1996 г. учи в Генералщабната академия на Бундесвера в Хамбург. След като се завръща отново работи на предишната си позиция. От 1997 до 1999 г. е старши помощник-началник на отдел „Съвместни операции и военни контакти“, а след това до 2002 г. е старши помощник-началник на отдел към управление „Планиране на отбраната и Въоръжените сили“. Между 2002 и 2004 г. е началник на направление в управление „Планиране на отбраната и Въоръжените сили“. От 2004 до 2006 г. е Началник на отдел в управление „Планиране на отбраната и Въоръжените сили“, а после до 2007 е началник на отдел в управление „Стратегическо планиране“. В периода 2008 – 2012 г. е заместник-директор на дирекция „Стратегическо планиране“.
На 21 ноември 2012 г. полковник Калин Кузманов е назначен на длъжността директор на дирекция „Стратегическо планиране“ и удостоен с висше офицерско звание бригаден генерал, считано от 1 декември 2012 г. На 19 август 2017 г. бригаден генерал Калин Кузманов е освободен от длъжността директор на дирекция „Стратегическо планиране“ и от военна служба.

## Военни звания
- Лейтенант (1982)
- Старши лейтенант (1985)
- Капитан (1989)
- Майор (1994)
- Подполковник (1997)
- Полковник (2003)
- Бригаден генерал (4 декември 2012)

## Награди
- Награден знак „За вярна служба под знамената“ – IIІ степен
- Награден знак „За вярна служба под знамената“ – II степен